# 多田昌弘 (外交官)
多田 昌弘（ただ まさひろ、1973年〈昭和48年〉3月19日 - ）は、香川県出身の日本の外交官。

## 略歴
- 1997年3月　東京大学経済学部経済学科卒業
- 1997年4月　外務省入省
- 2012年8月　在ロシア日本国大使館 一等書記官
- 2014年1月　在ロシア日本国大使館 参事官
- 2014年8月　在ジュネーブ国際機関日本政府代表部 参事官
- 2017年7月　在ヨルダン日本国大使館 参事官
- 2019年8月　国際協力局政策課企画官
- 2020年7月　国際協力局緊急・人道支援課長
- 2021年10月　中東アフリカ局中東第一課長
- 2023年6月　内閣官房副長官補付 内閣参事官

## 同期
- 安部憲明（23年大臣官房報道課長）